# Pentlandita
A pentlandita é um mineral pertencente ao sistema cúbico, de composição (Fe,Ni)9S8. Ocorre, geralmente, em agregados granulares, raramente em cristais. Ocorre intercrescida com a pirrotita. Foi descrita em 1856 por Joseph Barkley Pentland, a partir de amostras encontradas na província de Oppland, Noruega. 

## Características químicas
É um sulfeto de ferro e níquel. Sua composição é: Fe 32,56%, NI 34, 21%% e S 33,23%.
Pode apresentar cobalto como impureza, formando uma série com a cobaltopentlandita.

## Ensaios
Fusibilidade entre 1 e 2. Desprende odor de anidrido sulfuroso (H2S). Apresenta magnetismo ao ser aquecida. Quando calcinada, dá cor castanho-avermelhada à pérola de bórax, na chama oxidante. Dá a reação do níquel com a dimetilglioxima.

## Propriedades físicas
Dureza: entre 3,5 e 4.
Densidade: entre 4,6 e 5,0 - média 4,8.
Cor: amarelo do bronze.
Brilho: metálico.
Traço: castanho claro do bronze.
Transparência: opaca.
Magnetismo: não-magnética.
Clivagem: não apresenta; mostra fratura conchoidal.